# U-133 (1941)
| U-133 | U-133 | U-133 |
| --- | --- | --- |
| | | |
| | | |
| Зображення підводного човна підтипу VIIC                                                                  | | |
| Верф | Vegesacker Werft GmbH, Бремен | Vegesacker Werft GmbH, Бремен |
| Під прапором                                                                                              | Третій Рейх | Третій Рейх |
| Порт приписки                                                                                             | Кіль, Саламін | Кіль, Саламін |
| Замовлення                                                                                                | 7 серпня 1939 | 7 серпня 1939 |
| Закладений                                                                                                | 12 серпня 1940 | 12 серпня 1940 |
| Спуск на воду                                                                                             | 28 квітня 1941 | 28 квітня 1941 |
| Введений до складу флоту                                                                                  | 5 липня 1941 | 5 липня 1941 |
| На службі                                                                                                 | 1941—1942 | 1941—1942 |
| Сучасний статус                                                                                           | 14 березня 1942 року підірвався на німецькій міні поблизу острова Саламін та затонув                                                 | 14 березня 1942 року підірвався на німецькій міні поблизу острова Саламін та затонув                                                 |
| Бойовий досвід                                                                                            | Друга світова війна Битва за Атлантику Кампанія в Середземному морі                                                                  | Друга світова війна Битва за Атлантику Кампанія в Середземному морі                                                                  |
| Проєкт | | |
| Тип ПЧ | середній торпедний ДПЧ | середній торпедний ДПЧ |
| Вартість                                                                                                  | 4 760 000 ℛℳ | 4 760 000 ℛℳ |
| Основні характеристики                                                                                    | | |
| Швидкість (надводна)                                                                                      | 17,7 вузла (32,8 км/год) | 17,7 вузла (32,8 км/год) |
| Швидкість (підводна)                                                                                      | 7,6 вузла (14,1 км/год) | 7,6 вузла (14,1 км/год) |
| Робоча глибина занурення                                                                                  | 230 м | 230 м |
| Гранична глибина занурення                                                                                | 250—295 м | 250—295 м |
| Дальність плавання                                                                                        | 80 миль (150 км) на швидкості 4 вузли (в підводному положенні) 8500 миль (15 700 км) на швидкості 10 вузлів (у надводному положенні) | 80 миль (150 км) на швидкості 4 вузли (в підводному положенні) 8500 миль (15 700 км) на швидкості 10 вузлів (у надводному положенні) |
| Екіпаж | 44—52 особи | 44—52 особи |
| Розміри                                                                                                   | | |
| Довжина найбільша (по КВЛ)                                                                                | 67,1 м | 67,1 м |
| Ширина корпусу найб.                                                                                      | 6,2 м | 6,2 м |
| Висота | 9,6 м | 9,6 м |
| Середня осадка (по КВЛ)                                                                                   | 4,74 м | 4,74 м |
| Водотоннажність надводна                                                                                  | 769 т | 769 т |
| Силова установка                                                                                          | | |
| Дизель-електрична: дизельних двигуни MAN M 6 V 40/46, 2 електродвигуни Siemens-Schuckertwerke GU 343/38-8 | | |
| Гвинти | 2 | 2 |
| Потужність                                                                                                | 2 × 2100—2310 к.с. (дизелі) 2 × 750 к.с. (електродвигуни)                                                                            | 2 × 2100—2310 к.с. (дизелі) 2 × 750 к.с. (електродвигуни)                                                                            |
| Озброєння                                                                                                 | | |
| Артилерія                                                                                                 | 1 × 88-мм палубна гармата SK C/35 | 1 × 88-мм палубна гармата SK C/35 |
| Торпедно- мінне озброєння                                                                                 | 4 носових і один кормовий ТА 14 торпед та 26 мін TMA                                                                                 | 4 носових і один кормовий ТА 14 торпед та 26 мін TMA                                                                                 |
| ППО | 1 × 37-мм зенітна гармата Flak M42 2 × 20-мм зенітні гармати FlaK 30                                                                 | 1 × 37-мм зенітна гармата Flak M42 2 × 20-мм зенітні гармати FlaK 30                                                                 |

U-133 (нім. U 133) — німецький великий океанський підводний човен класу типу VIIC військово-морських сил Третього Рейху.

## Історія служби
Підводний човен U-133 був замовлений 7 серпня 1939 року. Закладка корабля проведена 10 серпня 1940 на верфі № 12 компанії Vegesacker Werft GmbH, у Бремені під будівельним номером 12, спущений на воду 28 квітня 1941 року. Човен увійшов до строю Крігсмаріне 5 липня 1941 року

## Командири
- Капітан-лейтенант Герман Гессе (5 липня 1941 — 1 березня 1942)
- Капітан-лейтенант Ебергард Мор (2—14 березня 1942)

## Затоплені кораблі та судна[1]
| № | Ім'я     | Тип                   | Належність      | Дата          | Тоннаж (БРТ) | Вантаж | Статус     | Місце                                                               |
| 1 | «Гуркха» | ескадрений міноносець | Велика Британія | 17 січня 1942 | 1 920        | —      | затоплений | 31°50′0″ пн. ш. 26°15′0″ сх. д. / 31.83333° пн. ш. 26.25000° сх. д. |

## Виноски
1. ↑  Ships hit by U-133. Архів оригіналу за 5 вересня 2008. Процитовано 30 грудня 2013.